# Christian Fennesz
Christian Fennesz (ur. 25 grudnia 1962 w Wiedniu), znany również jako Fennesz – austriacki kompozytor i twórca muzyki elektronicznej.

## Dyskografia
Albumy studyjne
- (1997) Hotel Paral.lel
- (1999) Plus Forty Seven Degrees 56' 37" Minus Sixteen Degrees 51' 08"
- (2001) Endless Summer
- (2004) Venice
- (2008) Black Sea
- (2010) Szampler

Współpraca
- (2005) Cloud (Fennesz, Keith Rowe, Toshimaru Nakamura i Oren Ambarchi)
- (2007) Cendre (Fennesz, Sakamoto)
- (2009) In the Fishtank 15 (Fennesz, Sparklehorse)
- (2010) Knoxville (Fennesz, David Daniell, Tony Buck)
- (2010) Remiksz (Fennesz, Stefan Goldmann)
- (2011) Flumina (Fennesz, Sakamoto)

Kompilacje
- (2002) Field Recordings: 1995-2002

Nagrania koncertowe
- (2000) Live at Revolver, Melbourne
- (2004) Live at the LU
- (2005) Sala Santa Cecilia
- (2005) Live in Japan

Minialbumy
- (1995) Instrument EP
- (1998) Il Libro Mio EP
- (1999) Plays EP

Single
- (2002) "Wrapped Islands"
- (2005) "Erstlive 004"
- (2007) "On a desolate shore a shadow passes by"
- (2008) "Transition"
- (2008) "Saffron Revolution"

Ścieżki dźwiękowe
- (1999) Beyond the Ocean
- (2000) Gelbe Kirschen
- (2002) Blue Moon
- (2005) Platform#09 Chicago loop
- (2009) Film ist. a girl & a gun

Z zespołem Fenn O'Berg
- (1999) The Magic Sound of Fenn O'Berg
- (2002) The Return of Fenn O'Berg
- (2010) In Stereo